# ایزوتیازول
ایزوتیازول (به انگلیسی: Isothiazole) یک ترکیب شیمیایی با شناسه پاب‌کم ۶۷۵۱۵ است. 